# Kalendarium powstania warszawskiego – 4 sierpnia

## 4 sierpnia, piątek
|  |
|  |
|  |

Z rozkazu Reichsführera SS Heinricha Himmlera dowodzenie siłami niemieckimi w Warszawie przejął SS-Obergruppenführer Erich von dem Bach-Zelewski. Natomiast dowództwo sił nacierających spoza Warszawy objął SS-Gruppenführer Heinz Reinefarth. Tego dnia do Warszawy przybyły także niemieckie jednostki wojskowe, które wykazały się szczególnym okrucieństwem w pacyfikowaniu powstania: Brygada SS „RONA” (Russkaja Oswoboditielnaja Narodnaja Armia) pod dowództwem SS-Brigadefūhrera Bronisława Kaminskiego oraz SS-Sturmbrigade dowodzona przez SS-Oberführera Oskara Dirlewangera.
Po zdobyciu 3 sierpnia budynku Gimnazjum im. Królowej Jadwigi i opanowaniu w nocy budynku towarzystwa ubezpieczeniowego Riunione Adriatica di Sicurtà, tego dnia powstańcy przejęli kontrolę nad placem Trzech Krzyży. 
Naczelnik Kwatery Głównej Szarych Szeregów hm. por. Stanisław Broniewski (ps. „Orsza”) powołał do życia Harcerską Pocztę Polową dla całego wyzwolonego miasta.
4 sierpnia po południu pod pałacem Blanka na placu Teatralnym zginął w walce jeden z najwybitniejszych polskich poetów, żołnierz batalionu „Parasol” – Krzysztof Kamil Baczyński.
Rozpoczyna się niemiecka akcja ulotkowa zachęcająca mieszkańców do opuszczenia miasta. Nieprzyjaciel utworzył przy ul. Grójeckiej na tzw. Zieleniaku obóz przejściowy dla polskiej ludności wypędzanej z Warszawy. W miejscu tym żołnierze brygady RONA mordowali i okradali spędzonych tam cywili. Rozpoczęła się pacyfikacja Ochoty.
W zajętych przez okupanta kwartałach Mokotowa trwa mordowanie ludności cywilnej. Przy ulicy Olesińskiej Niemcy wybijają granatami ok. 200 mieszkańców spędzonych uprzednio do piwnic.
W nocy nad Warszawą pojawiają się samoloty RAF-u: 2 Liberatory i Halifax. Załogi z 1586 Polskiej Eskadry do Zadań Specjalnych dokonały zrzutów nad cmentarzem żydowskim i Powązkami, łamiąc tym samym rozkaz dowódcy alianckich Sił Powietrznych, gen. J. Slessora, który zezwolił na loty do Polski jedynie w rejony Małopolski i Lubelszczyzny. W operacji wzięło udział ogółem 14 załóg, w tym 7 polskich, z których 4 poleciały nad Warszawę. Niesubordynacja polskich lotników spowodowała wydanie przez Slessora całkowitego zakazu lotów do Polski. Zakaz ten zmuszony był znieść już 7 sierpnia.

## Zdjęcia z 4 sierpnia

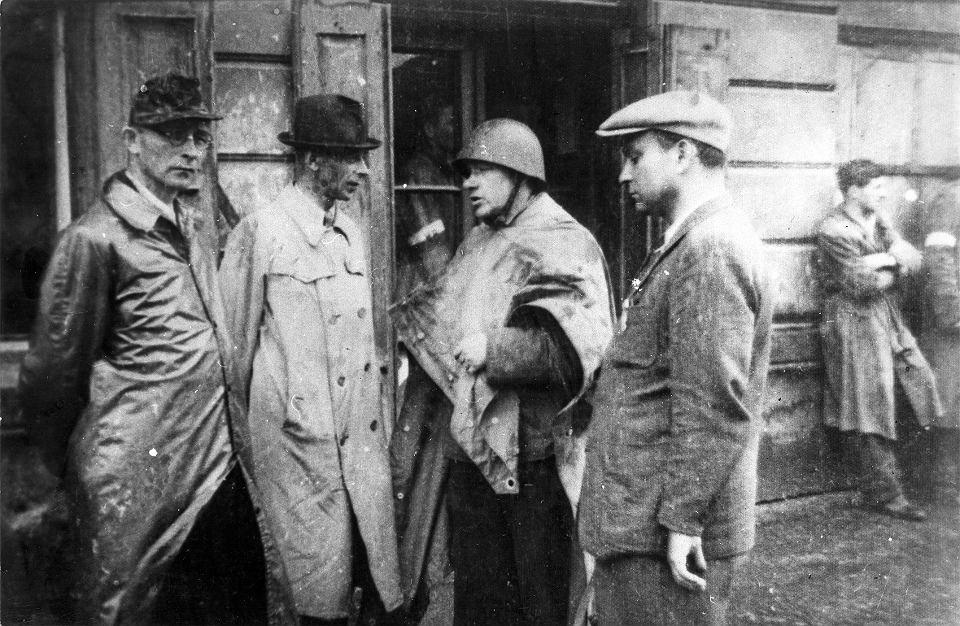
Generał „Bór” (drugi z lewej) i pułkownik „Radosław” (trzeci z lewej) na odprawie na Woli – okolice fabryki Kammlera 4.08.1944
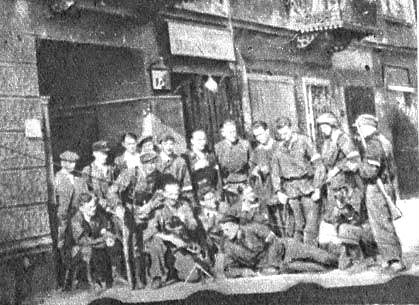
Żołnierze z oddziału por. Zdzisława Zołocińskiego „Piotra” z Batalionu „Czata 49” przy ulicy Wolskiej przy Karolkowej na Woli
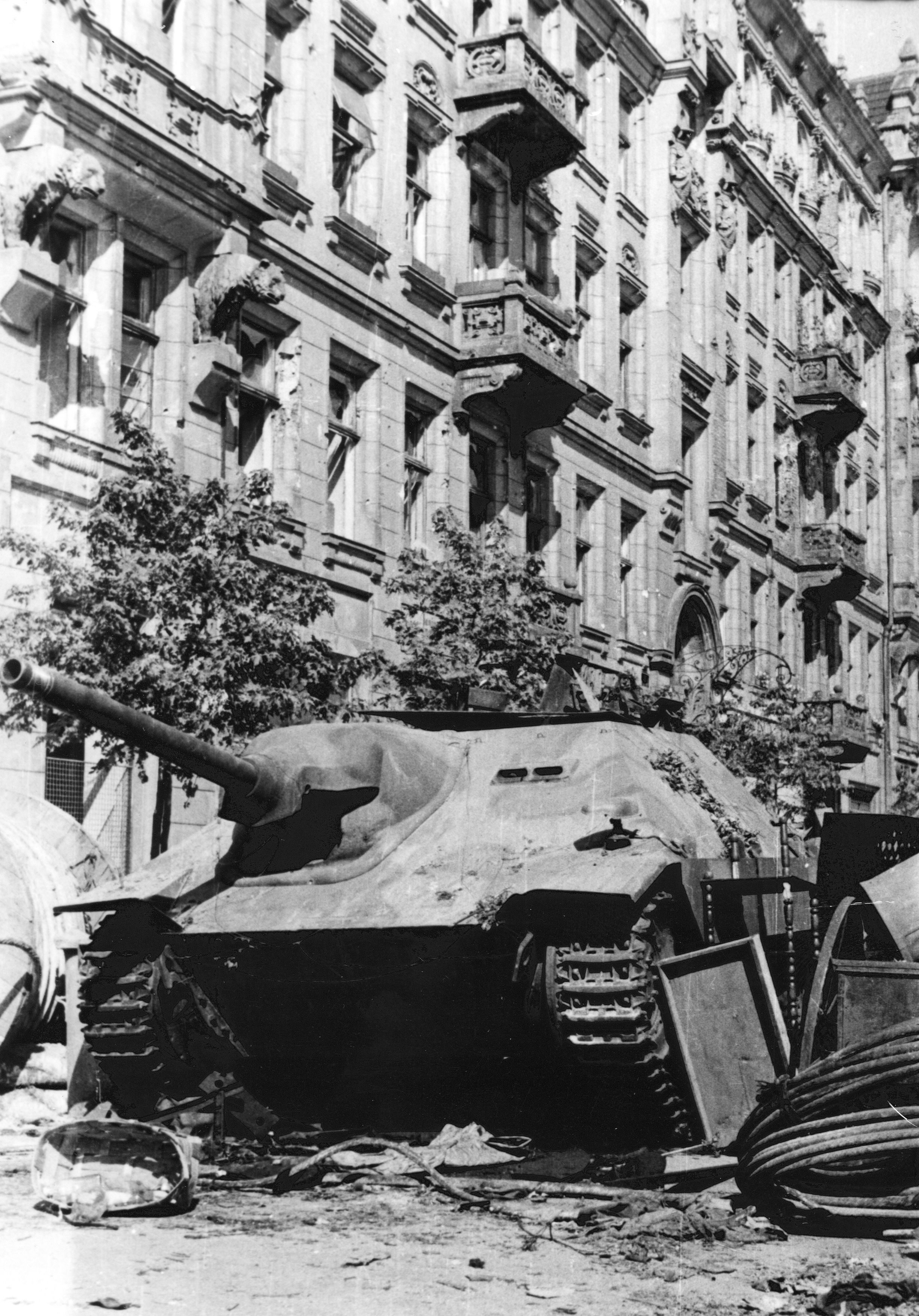
Barykada u wlotu ulicy Szpitalnej na plac Napoleona z wbudowanym działem pancernym „Chwat”